# Unterstammheim
Unterstammheim es una localidad situada en la comuna suiza de Stammheim, en el cantón de Zúrich. Hasta el 31 de diciembre de 2018 constituyó una comuna independiente.

## Transportes
Ferrocarril
En la localidad de Stammheim se encuentra una estación ferroviaria en la que efectúan parada trenes de cercanías de una línea de la red S-Bahn Zúrich.